# Weiße Hochzeit (Film)
Weiße Hochzeit ist ein französisches Filmdrama von Jean-Claude Brisseau aus dem Jahr 1989.

## Handlung
Ende Februar in der Stadt Saint-Étienne: Philosophielehrer François Hainaut reagiert ungehalten, als die 17-jährige Mathilde Tessier kurz vor Ende der Schulstunde endlich in die Klasse kommt. Sie nimmt damit verspätet seit 17 Tagen zum ersten Mal wieder am Unterricht teil. Er wirft sie raus und gibt ihr mit auf den Weg, dass sie sich überlegen sollte, warum sie ständig die Schule schwänzt. Auf seinem Heimweg sieht er Mathilde, die ohnmächtig in einem Wartehäuschen zusammengebrochen ist. Er bringt sie nach Hause und erkennt so, dass sie alleine in einer chaotischen Wohnung lebt. Ein Blick in ihre Schulakte bringt weitere Erkenntnisse: Mathildes Eltern leben in Paris, sie hat zwei Brüder. In Paris war sie ebenfalls kaum zum Unterricht gekommen. Ihre Aufnahme in die Abiturklasse in Saint-Étienne hat sie vor allem einem Lehrer zu verdanken, der sich für sie eingesetzt hatte, jedoch nicht mehr an der Schule ist. Mathildes Verbleib an der Schule wiederum ist gefährdet, weil sich zahlreiche Lehrer für ihren Rauswurf starkmachen. François kehrt zu Mathilde zurück, die ihm erzählt, dass ihr Vater Psychiater ist, während die Mutter Depressionen hat und sich schon mehrfach das Leben nehmen wollte. Damit sie nicht bei ihrer Mutter bleiben muss, schickte ihr Vater sie lieber allein nach Saint-Étienne. François berichtet ihr auf ihre Nachfrage, dass seine Frau Buchhändlerin ist und gelegentlich für eine Zeitung Artikel schreibt. Obwohl er nach Hause will, lässt er sich von Mathilde zum gemeinsamen Abendessen überreden. Am Ende küsst sie ihn leicht auf die Wange.
Am nächsten Tag hat Mathilde ihre Schulaufgaben gemacht und kann einen perfekten Vortrag über das Unbewusste halten, für den die Klassenkameraden ihr sogar applaudieren. François gelingt es, bei einer angesetzten Lehrerkonferenz eine letzte Bewährungsprobe für Mathilde bis Ostern zu erwirken. Er beginnt, mit ihr zu lernen, reagiert jedoch ungehalten, als sie vor ihm Geheimnisse zu haben scheint. Mathilde wiederum beginnt, regelmäßig bei ihm anzurufen, obwohl er ihr seine Nummer nicht gegeben hat. Aufgrund ihrer Hartnäckigkeit duzen sich beide zudem. François’ Frau Catherine reagiert misstrauisch und lässt sich von ihrem Mann alles über Mathilde erzählen. Sie bittet ihn, vorsichtig zu sein und sich nicht in seine Schülerin zu verlieben. Er beruhigt sie, verfällt Mathilde jedoch immer mehr. Als sie eines Tages nicht in der Schule erscheint, sucht er sie auf und schließlich schlafen beide miteinander. Kurz darauf erhält Catherine einen anonymen Brief, in dem steht, dass François eine andere Frau liebt. François wiegelt ab. Kurz vor den Osterferien haben sich Mathildes Leistungen so sehr gebessert, dass sie an der Schule bleiben darf. Sie sucht François heimlich nach dem Unterricht auf und eine Kollegin sieht beide gemeinsam fortfahren.
François plant, die Osterferien mit Mathilde zu verbringen, doch muss sie nach Paris, da ihre Mutter einen erneuten Selbstmordversuch unternommen hat. Kurz vor ihrer Abreise gesteht Mathilde François, dass sie als Elfjährige Drogen genommen und sich später für drei Jahre prostituiert hat. Ihre Brüder waren zudem als Dealer tätig. Als Mathilde in Paris ist, ruft sie ständig bei François an. Dessen Frau ist entnervt und verlässt ihn schließlich für die Zeit der Osterferien. Mathilde sucht François nach einiger Zeit zu Hause auf und will, dass er seine Frau verlässt, doch lehnt François ab. Sie schlafen miteinander. Nach Ende der Ferien ist Mathilde zu einem Schulkameraden gezogen, mit dem sie offensiv auch während des Unterrichts flirtet. François’ Eifersucht ignoriert sie. Mathilde terrorisiert unterdessen Catherine, die sie fertigmachen will. Sie ruft sie ständig an und beleidigt sie, lässt die Scheiben ihrer Buchhandlung einschlagen und beschmieren und organisiert einen Unfall mit ihrem Wagen. Nach mehreren Bombendrohungen wird zudem ihre Mitarbeit bei der Zeitung auf Eis gelegt. François holt Mathilde daraufhin aus dem Unterricht. Weil sie ankündigt, seiner Frau weiterhin Schwierigkeiten zu machen, weil sie ihn liebe, schlägt er sie zunächst, doch schlafen am Ende beide in einem leeren Umkleidezimmer miteinander. Hier sieht sie eine Kollegin von François. Sie will ihn zunächst decken und anderen den Zutritt zum Zimmer verwehren, verlässt dann jedoch ihren Wachposten. Zahlreiche Schüler sehen Lehrer und Schülerin beim Liebesspiel.
Vom Erzähler erfährt der Zuschauer die weiteren Ereignisse: François wird nach Dunkerque strafversetzt, Catherine verlässt ihn. Mathildes Mutter stirbt, und Mathilde verschwindet aus François Leben.
Der Film zeigt zum Schluss die Ereignisse ein Jahr später: François unterrichtet an einer Schule in Dunkerque. Zu Hause wird er eines Tages von der Polizei angerufen und gebeten, in eine Wohnung in dieser Stadt zu kommen. Dort liegt Mathilde tot in ihrem Bett. Sie hat sich das Leben genommen, nachdem sie nach Aussage des Hausmeisters zwei Monate nur noch an einem Fenster gesessen hatte. Dieses bietet einen Blick auf die Tür des Schulgebäudes, durch die François jeden Tag ging. Bei der Toten wurde ein von François verfasstes Buch gefunden, auf dessen Umschlag sie François’ Name, Adresse und Telefonnummer notiert hatte, ohne aber jemals wieder Kontakt mit ihm aufgenommen zu haben.

## Produktion

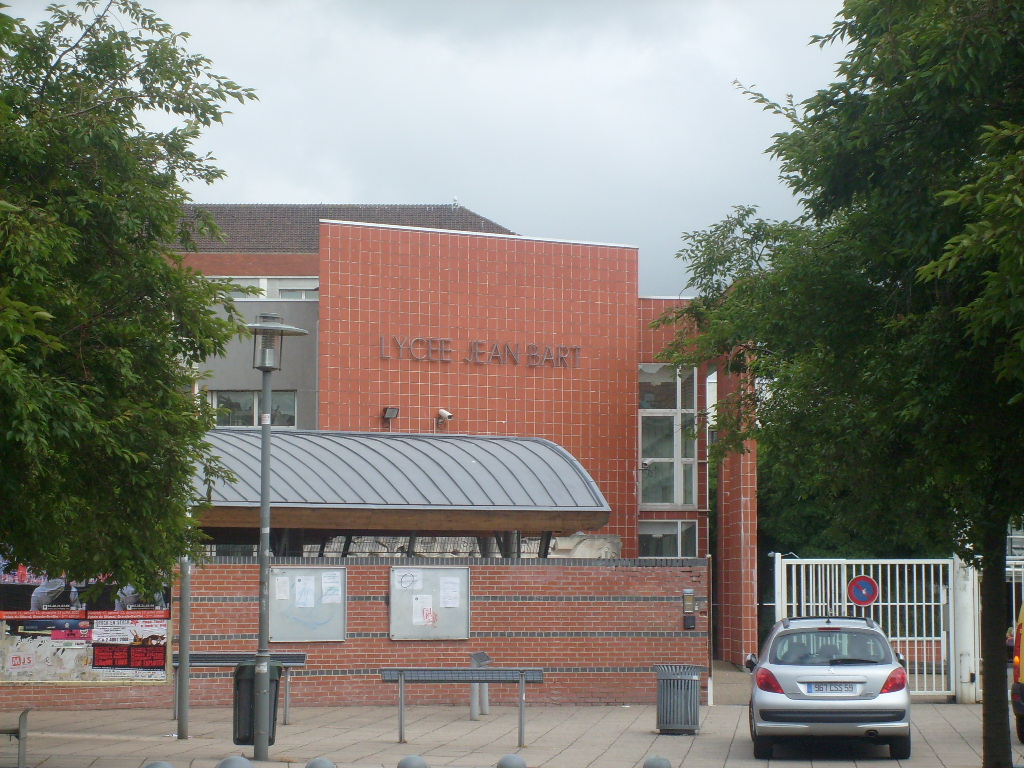
Lycée Jean Bart, ein Drehort des Films

Die Dreharbeiten zu Weiße Hochzeit fanden am Lycée général et technologique Jean-Monnet in Saint-Étienne sowie am Lycée Jean Bart in Dunkerque statt. Kostüme und Filmbauten stammen von María Luisa García. Das Buch La Philosophie Mystique de Simone Weil, das im Film von François Hainaut verfasst wurde, stammt in Wirklichkeit von Gaston Kempfner, dem im Abspann gedankt wird.
Weiße Hochzeit lief am 8. November 1989 in den französischen Kinos an und kam am 7. Juni 1990 auch in die deutschen Kinos. Am 20. Juni 1991 erschien der Film unter dem Titel Baby Blue auf Video. Er wurde am 30. September 1991 in der ARD zum ersten Mal im deutschen Fernsehen gezeigt.
Es war das Schauspieldebüt von Vanessa Paradis, die zum Zeitpunkt der Dreharbeiten 16 Jahre alt war. Rückblickend nannte Paradis die Dreharbeiten „furchtbar […] der Regisseur Jean-Claude Brisseau hat alle auf dem Set fertiggemacht.“

## Kritik
Der film-dienst nannte Weiße Hochzeit eine „in den gestalterischen Mitteln gelegentlich unfreiwillig komische französische Variante des Themas aus dem amerikanischen Erfolgsfilm ‚Eine verhängnisvolle Affäre‘“. Der Film sei „optisch nichtssagend, voller abgestandener Lebensweisheiten“, das Spiel von Vanessa Paradis jedoch eindrucksvoll. Auch Der Spiegel schrieb, dass Regisseur Brisseau „leider […] zu oft peinlichen Klischees [verfalle]“.
Cinema hingegen befand, der Film sei eine „spröde Romanze um eine verbotene Liebe“ und ein „einfühlsames Drama“.

## Auszeichnungen
Vanessa Paradis erhielt 1990 einen César als Beste Nachwuchsdarstellerin. Der Film wurde weiterhin für Césars in den Kategorien Beste Nebendarstellerin (Ludmila Mikaël) und Bestes Filmplakat nominiert.